# Deal or No Deal
Deal or No Deal là tên của một số chương trình trò chơi truyền hình. Phiên bản đầu tiên sản xuất tại Hà Lan mang tên Miljoenenjacht (tạm dịch:Săn tiền triệu) do Endemol sản xuất, Cơ quan Xổ số Bưu chính Quốc gia Hà Lan tài trợ. Người chơi phải tìm giải thưởng tối đa bằng cách mở 26 cái cặp (tại Mỹ), mỗi chiếc chứa các khoản tiền được gán ngẫu nhiên. Người chơi yêu cầu (hoặc được chỉ định) một cái cặp hoặc một hộp khi bắt đầu trò chơi, mà không được tiết lộ giá trị. Sau đó, thí sinh chọn các cặp khác, từng hộp một, sẽ được mở ngay lập tức và loại bỏ khỏi trò chơi. Trong suốt trò chơi, người chơi được cung cấp một số tiền để bán chiếc cặp họ giữ và phải đưa ra quyết định, "Deal or No Deal?" (Chấp nhận hay không?). Nếu thí sinh từ chối và loại bỏ tất cả các cặp khác, người chơi sẽ có số tiền trong chiếc cặp ban đầu. Do đó, thí sinh "chiến thắng" tùy thuộc vào việc người chơi thực hiện giao dịch hay từ chối cho đến khi kết thúc.

## Luật chơi
Tại một số phiên bản, thí dụ tại Việt Nam, sẽ có 26 người chơi trong khán phòng sẽ được sơ tuyển bằng 5 câu hỏi trắc nghiệm của chương trình thuộc nhiều lĩnh vực khác nhau. Thời gian suy nghĩ và trả lời cho mỗi câu là 5 giây. Người chơi trả lời bằng cách bấm nút A, B, C, D trên điều khiển cầm tay. Trả lời đúng được số điểm bằng số người trả lời sai trong câu hỏi đó, ví dụ nếu trong một câu hỏi có 25 người đáp đúng và 1 người đáp sai thì mỗi người đúng được một điểm, còn nếu trong một câu hỏi chỉ có một người đáp đúng, 25 người đáp sai thì người đáp đúng duy nhất đó được 25 điểm.
Sau câu hỏi đầu tiên, hai người trả lời đúng và nhanh nhất sẽ được công bố. Sau câu hỏi thứ tư, 4 người có số điểm cao nhất được đọc tên và sau câu hỏi cuối cùng, 2 người cao điểm nhất sẽ bước vào vòng 2.
Tại vòng 2, chỉ có bài toán để xác định người đi tiếp. Nếu không ai bấm chuông thì chương trình sẽ đưa ra một bài toán đơn giản, 2 thí sinh tính nhẩm, sau đó bấm chuông và nói đáp án. Nếu đáp án đúng thì người đó bước vào vòng đặc biệt, nếu sai thì người còn lại sẽ bước vào vòng đặc biệt.
Người chơi vượt qua vòng 2 hoặc người nổi tiếng sẽ được vào thẳng vòng đặc biệt. Ở vòng chơi này, người chơi sẽ nhìn thấy 26 chiếc cặp, đồng thời biết được giá của chúng. Tuy nhiên, người chơi sẽ không biết được cặp nào có giá bao nhiêu. Người chơi chọn một chiếc cặp cho mình, chiếc cặp này sẽ được giữ đến cuối chương trình. Sau đó, thí sinh chọn các cặp khác, từng hộp một, sẽ được mở ngay lập tức và loại bỏ khỏi trò chơi. Trong suốt trò chơi, người chơi được cung cấp một số tiền để bán chiếc cặp họ giữ và phải đưa ra quyết định, "Deal or No Deal?" (Chấp nhận hay không?). Nếu thí sinh từ chối và loại bỏ tất cả các cặp khác, người chơi sẽ có số tiền trong chiếc cặp ban đầu. Do đó, thí sinh "chiến thắng" tùy thuộc vào việc người chơi thực hiện giao dịch hay từ chối cho đến khi kết thúc.
Tuy nhiên, một số phiên bản sẽ tuyển thẳng người chơi vào chương trình

## Phiên bản
Hiện tại, Deal or No Deal đã có mặt tại rất nhiều quốc gia. Phiên bản mang tên này đầu tiên là phiên bản của Úc.
Tại Việt Nam, phiên bản đầu tiên mang tên Đi tìm ẩn số, phát sóng trong "Tạp chí văn nghệ" trên kênh HTV7 mỗi sáng chủ nhật hàng tuần, từ 19/06/2005 đến 24/09/2017. Phiên bản thứ hai gần tương tự với Đi tìm ẩn số là Những ẩn số vàng, phát sóng trên kênh 1 của Đài Phát thanh - Truyền hình Hà Nội từ 10/09/2006 đến 2007.